# St. Paul (Missouri)
St. Paul è un comune degli Stati Uniti d'America, situato nello Stato del Missouri, nella contea di Saint Charles.